# Aire d'attraction d'Ambérieu-en-Bugey
L'aire d'attraction d'Ambérieu-en-Bugey est un zonage d'étude défini par l'Insee pour caractériser l’influence de la commune d'Ambérieu-en-Bugey sur les communes environnantes.

## Définition
L'aire d'attraction d'une ville est composée d’un pôle, défini à partir de critères de population et d’emploi ainsi que d’une couronne constituée des communes dont au moins 15 % des actifs travaillent dans le pôle. Le pôle d’attraction constitue ainsi un point de convergence des déplacements domicile-travail,.

## Géographie
L’aire d'attraction d'Ambérieu-en-Bugey est une aire intra-départementale qui comporte 15 communes dans l'Ain. 

### Carte

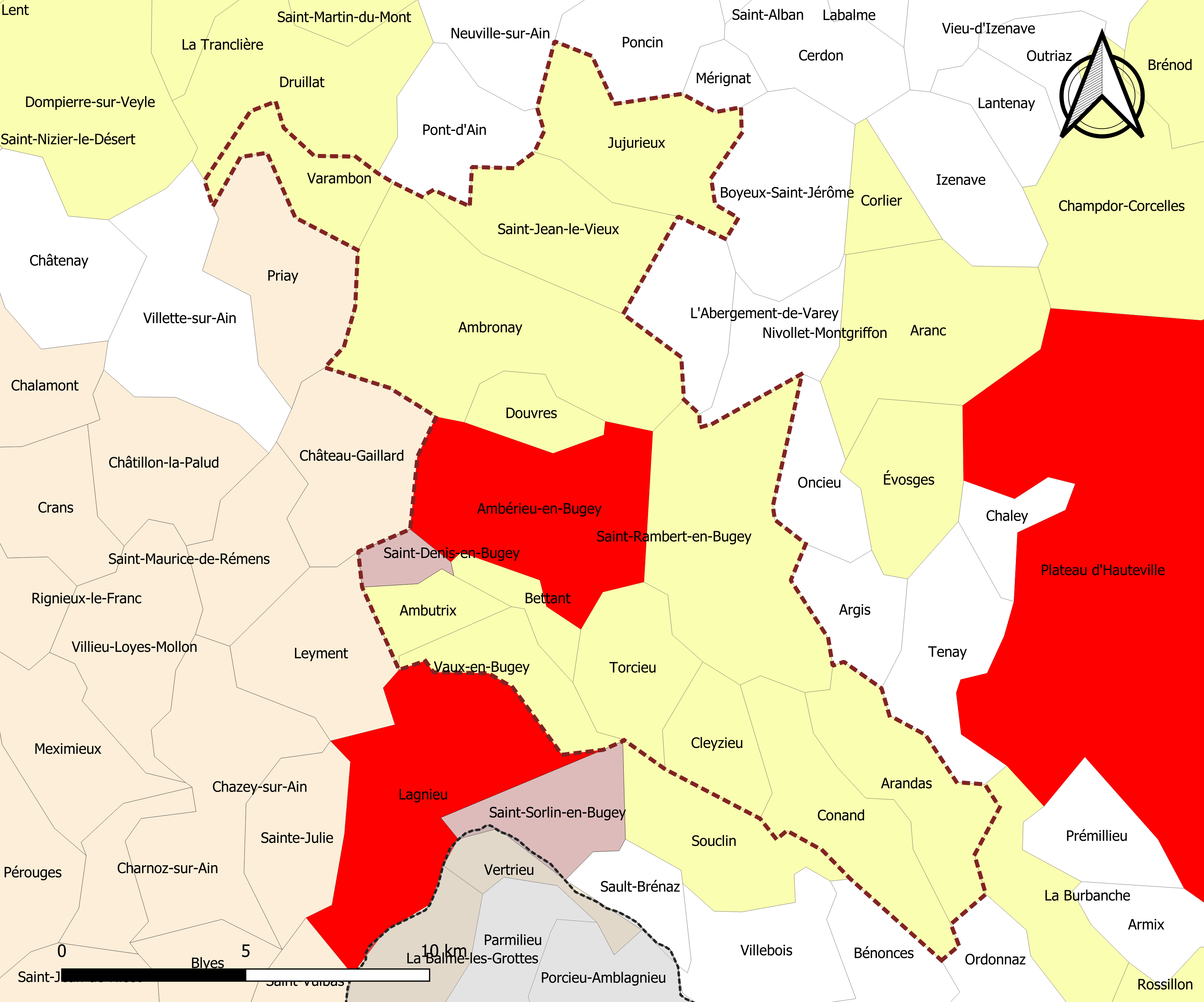
Carte de l'aire d'attraction d'Ambérieu-en-Bugey.
Commune-centre
Commune du pôle principal
Commune de la couronne

### Composition communale
| Nom                                | Code Insee | Département | Statut                    | Superficie (km2) | Population (dernière pop. légale) | Densité (hab./km2) | Modifier                                    |
| ---------------------------------- | ---------- | ----------- | ------------------------- | ---------------- | --------------------------------- | ------------------ | ------------------------------------------- |
| Ambérieu-en-Bugey (commune-centre) | 01004      | Ain         | commune-centre            | 24,60            | 15 554 (2022)                     | 632                | modifier les données · modifier les données |
| Saint-Denis-en-Bugey               | 01345      | Ain         | commune du pôle principal | 2,61             | 2 258 (2022)                      | 865                | modifier les données · modifier les données |
| Ambronay                           | 01007      | Ain         | commune de la couronne    | 33,55            | 2 828 (2022)                      | 84                 | modifier les données · modifier les données |
| Ambutrix                           | 01008      | Ain         | commune de la couronne    | 5,22             | 764 (2022)                        | 146                | modifier les données · modifier les données |
| Arandas                            | 01013      | Ain         | commune de la couronne    | 14,10            | 140 (2022)                        | 9,9                | modifier les données · modifier les données |
| Bettant                            | 01041      | Ain         | commune de la couronne    | 3,37             | 762 (2022)                        | 226                | modifier les données · modifier les données |
| Cleyzieu                           | 01107      | Ain         | commune de la couronne    | 7,82             | 144 (2022)                        | 18                 | modifier les données · modifier les données |
| Conand                             | 01111      | Ain         | commune de la couronne    | 15,28            | 136 (2022)                        | 8,9                | modifier les données · modifier les données |
| Douvres                            | 01149      | Ain         | commune de la couronne    | 5,26             | 1 108 (2022)                      | 211                | modifier les données · modifier les données |
| Jujurieux                          | 01199      | Ain         | commune de la couronne    | 15,39            | 2 209 (2022)                      | 144                | modifier les données · modifier les données |
| Saint-Jean-le-Vieux                | 01363      | Ain         | commune de la couronne    | 15,33            | 1 799 (2022)                      | 117                | modifier les données · modifier les données |
| Saint-Rambert-en-Bugey             | 01384      | Ain         | commune de la couronne    | 28,55            | 2 179 (2022)                      | 76                 | modifier les données · modifier les données |
| Torcieu                            | 01421      | Ain         | commune de la couronne    | 10,72            | 744 (2022)                        | 69                 | modifier les données · modifier les données |
| Varambon                           | 01430      | Ain         | commune de la couronne    | 7,99             | 664 (2022)                        | 83                 | modifier les données · modifier les données |
| Vaux-en-Bugey                      | 01431      | Ain         | commune de la couronne    | 8,22             | 1 218 (2022)                      | 148                | modifier les données · modifier les données |

## Démographie
Elle est catégorisée dans les aires de moins de 50 000 habitants, une catégorie qui regroupe 12,2 % au niveau national.